# Percoidea
Percoidea je nadfamilija riba reda Perciformes. Ova nadfamilija obuhvata oko 3,374 vrsta.

## Klasifikacija
Percoidesa su klasifikovane u 5. izdanju Riba sveta na sledeći način:
- Percoidea                 
  - Centropomidae
  - Latidae
  - Gerreidae
  - Centrogenyidae
  - Perciliidae
  - Howellidae
  - Acropomatidae
  - Epigonidae
  - Polyprionidae
  - Lateolabracidae
  - Mullidae
  - Glaucosomatidae
  - Pempheridae
  - Oplegnathidae
  - Kuhliidae
  - Leptobramidae
  - Bathyclupeidae
  - Polynemidae
  - Toxotidae
  - Arripidae
  - Dichistiidae
  - Kyphosidae
  - Terapontidae
  - Percichthyidae
  - Sinipercidae
  - Enoplosidae
  - Pentacerotidae
  - Dinopercidae
  - Banjosiidae
  - Centrarchidae
  - Serranidae
  - Percidae
  - Lactariidae
  - Dinolestidae
  - Scombropidae
  - Pomatomidae
  - Bramidae
  - Caristiidae